# Psicoide

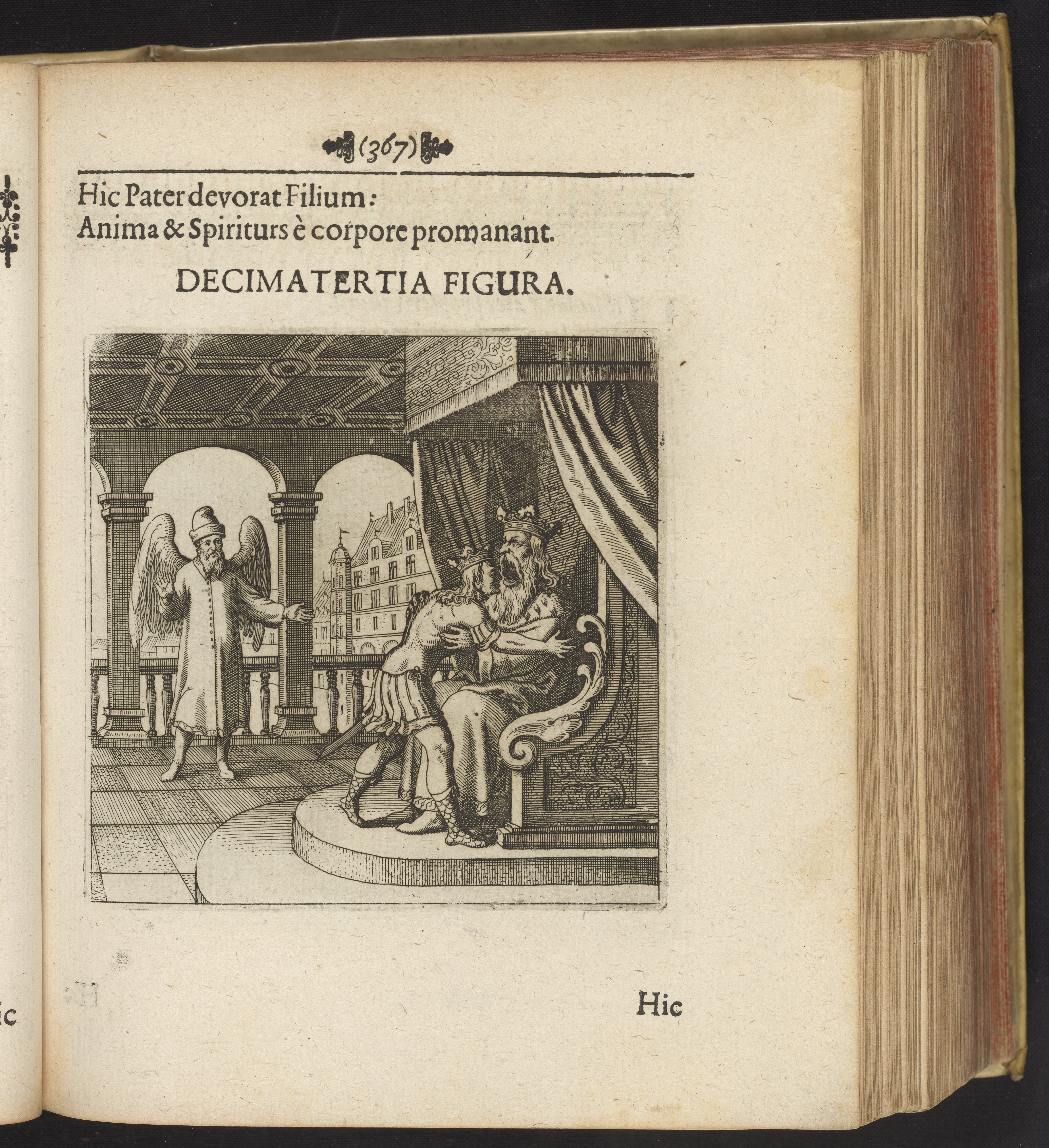
Imagen alquímica en la que el Rey, el padre, devora al hijo, señalando simbólicamente el proceso de integración por el que el sí-mismo manifiesto, centro de la psique, intenta encarnar al aliado, al sí-mismo psicoidal, tercer nivel de la coniunctio. Emblema 13 del Libro de Lambspring, figura 16 incluida en

Psicoide es un concepto utilizado por el psiquiatra y psicólogo suizo Carl Gustav Jung en el contexto de su psicología analítica para definir y caracterizar a lo inconsciente colectivo y sus contenidos, los arquetipos.

## Definición

Carl Gustav Jung en una entrevista en su casa de Küsnacht, 1955.

El aspecto psicoide del arquetipo, del inconsciente, se refiere a su carácter también «físico», más allá de lo «psíquico», y, al mismo tiempo, a su carácter colectivo y transpersonal, más allá de la psique fraccionaria individual. El arquetipo no sólo como fenómeno interno personal sino también extendiendo su fenomenología al mundo exterior, y enraizándose en aquello ajeno a nuestra propia identidad individual; el arquetipo, lo inconsciente, en definitiva, como habitante simultáneo del microcosmos y del macrocosmos.
Todo ello parte de la negativa que hace Jung con respecto a la posibilidad de que no exista nada más allá de la psique. De ahí que en primera instancia aluda a la existencia de una «base psicoide» para todas aquellas expresiones denominadas como arquetípicas, es decir, de la existencia de un nivel en el que ya no podamos demostrar si existe un condicionamiento psíquico o de otra índole, de un nivel «cuasi-anímico», «de forma anímica» o «semejante al alma». En la medida en que dichas manifestaciones son eficaces, también resultan auténticas para el individuo que las vivencia, aunque desconozca por entero su naturaleza y carezca de demostración empírica alguna.
Del mismo modo, generaliza tal postulado no solo a los arquetipos y lo inconsciente colectivo, sino a la psique en general, presuponiendo tras el velo un objeto absoluto inconcebible pero igualmente actuante.

A la vista de esta situación extremadamente incierta, me parece mucho más prudente y sensato considerar que hay no sólo un inconsciente psiquico, sino también un inconsciente psicoide, antes de atribuirse juicios metafisicos inconmensurables para el entendimiento humano. No hay que temer que la experiencia interior pierda asi realidad y vitalidad. Una actitud más prudente o más modesta no impide ninguna experiencia, al contrario.

## Historia

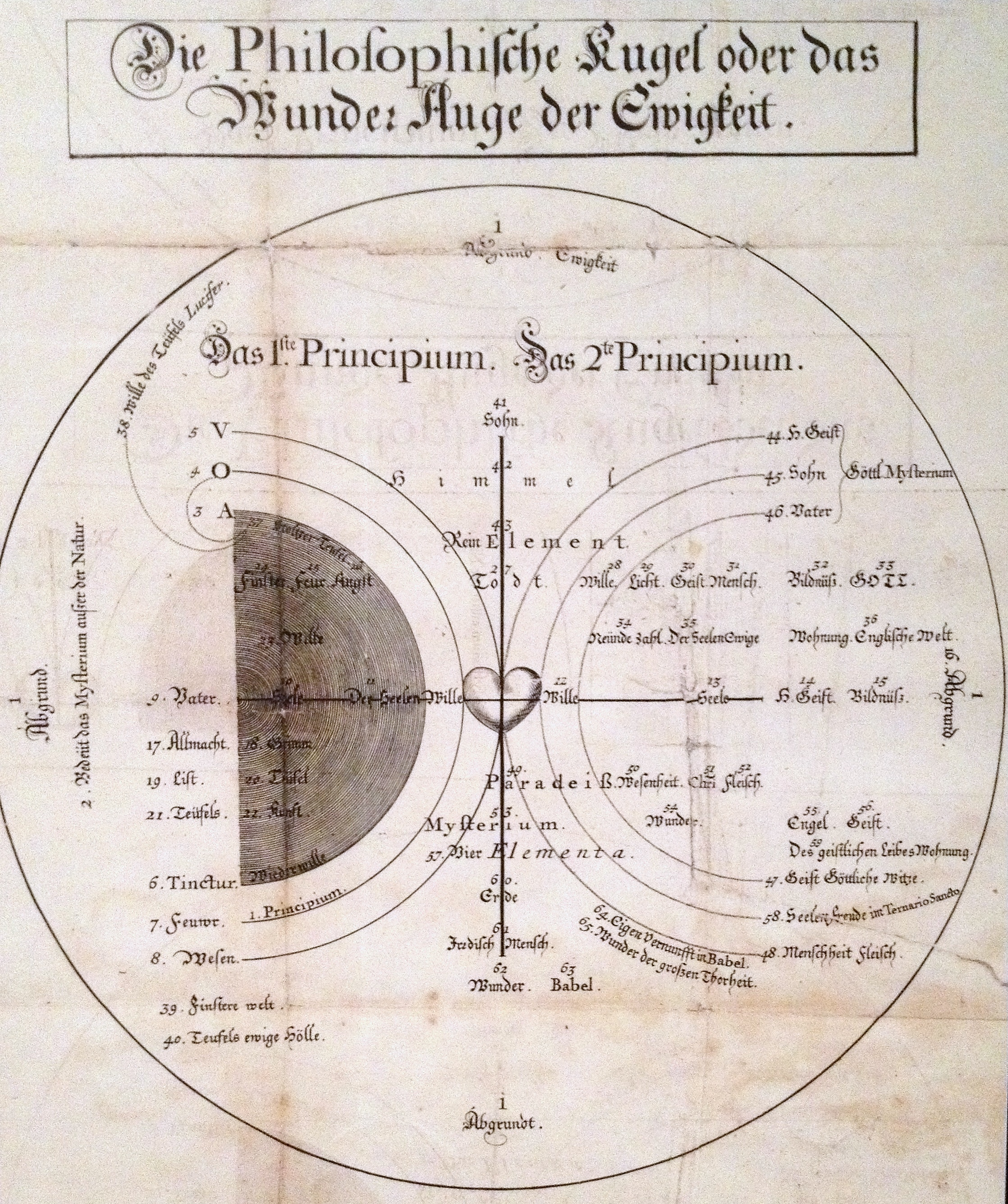
Representación de Jakob Böhme de su cosmogonía en Vierzig Fragen von der Seele (Cuarenta preguntas del alma), 1620.

El término «psicoide» fue utilizado por primera vez por Jung en su ensayo Consideraciones teóricas acerca de la esencia de lo psíquico (1947). A diferencia de otras formulaciones más conocidas de Jung, como «arquetipo» o «inconsciente colectivo», la noción de psicoide no ha sido ampliamente aceptada fuera del mundo junguiano. De hecho, incluso para muchos junguianos sigue siendo oscura. No sólo es un concepto metafísico, sino también difícil. Evidentemente, el arquetipo psicoide no se puede reconocer fácilmente en la vida cotidiana. Esto se debe a que se refiere precisamente a ese aspecto del arquetipo que se define como inalcanzable para la consciencia y, por lo tanto, incognoscible. Sin embargo, a pesar de la dificultad intrínseca del concepto (y su estatus filosófico problemático), la noción de psicoide está estrechamente relacionada con un aspecto seminal de la psicología tardía de Jung y, además, tiene una relación directa y particular con el proceso analítico tal como ocurre realmente.
El arquetipo psicoide posee tres aspectos diferentes. En primer lugar, es inaccesible a la consciencia. En segundo lugar, se ubica en el punto de encuentro entre lo psicológico y lo fisiológico, y combina o trasciende a ambos. Puede manifestarse, por tanto, en la relación entre la psique de una persona y su cuerpo. Su tercer y más significativo aspecto se refiere, en palabras de Roderick Main, «a la relación entre la psique de una persona y el mundo físico más allá de su cuerpo».
Este tercer aspecto es el que explica el hecho de que muchos de los usos que hace Jung del término «psicoide» aparezcan en sus escritos sobre sincronicidad. Como señala Main, Jung desarrolló por primera vez la noción de psique psicoide (junto con varias modificaciones de conceptos más antiguos como el arquetipo y lo inconsciente colectivo) «en gran medida para explicar los fenómenos sincronísticos». Sin embargo, los escritos sobre sincronicidad sólo forman parte de un proyecto más amplio en la psicología posterior de Jung: explorar lo que él veía como una dimensión unitaria de toda experiencia. En sus escritos alquímicos, por ejemplo, esto informa la noción de unus mundus. Como veremos, es también lo que hace que el reino psicoide sea particularmente relevante para los escritos de Jung sobre psicoterapia.
Jung tomó prestado el término «psicoide» del pensador neovitalista Hans Adolf Eduard Driesch (1867-1941). Para Driesch, Das Psychoid (1903) era un factor intrapsíquico que no se encontraba ni en el cuerpo ni en la mente, sino que de alguna manera se relacionaba con ambos. El director de Jung en la Clínica Burghölzli, Eugen Bleuler (1857-1939), también utilizó el término Die Psychoide como una forma de discutir el modo en que el cuerpo, la psique y la filogenia se superponían (1925). Jung está interesado en distinguir su uso de la palabra del de estos dos predecesores. Para Jung, Driesch es demasiado filosófico y Bleuler se centra demasiado en los órganos físicos. El uso que hace Jung de «psicoide» está diseñado para llamar la atención sobre una dimensión más amplia que de alguna manera une los reinos psíquico y no psíquico. En Consideraciones teóricas acerca de la esencia de lo psíquico, Jung amplifica el concepto al describir un espectro psíquico en cuyo extremo ultravioleta invisible reside el arquetipo psicoide como tal, y en el extremo infrarrojo visible encontramos la imagen arquetípica.

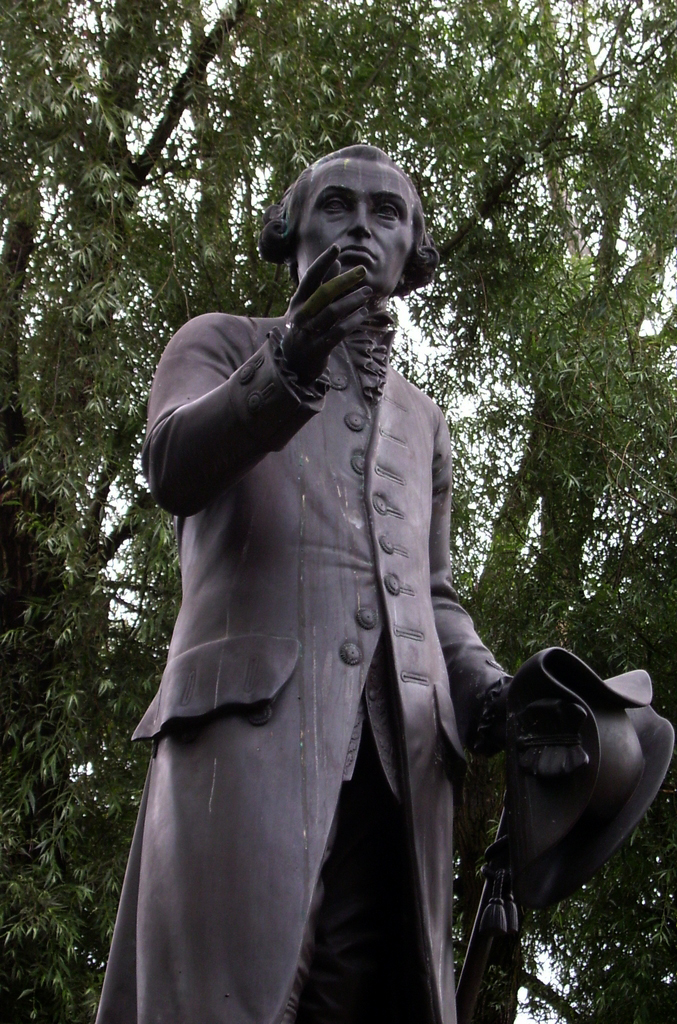
Estatua de Kant en Kaliningrado.

Como han señalado varios comentaristas posjunguianos, a pesar del intento de Jung de eludir las dificultades filosóficas adoptando un enfoque psicológico autodenominado, la formulación de una noción abiertamente metafísica como la de psicoide inevitablemente lo metió en aguas filosóficas profundas. Brooks, por ejemplo, señala problemas epistemológicos evidentes (2011). Sugiere que, a pesar de su supuesto kantismo, su utilización del «concepto negativo de frontera o límite» de Kant para autenticar ideas como la de psicoide es, de hecho, ilegítima y, además, derrumba lo que para Kant era una brecha irreductible entre los reinos nouménico y fenoménico. Si bien gran parte de esta crítica es perfectamente válida desde un punto de vista filosófico, puede oscurecer nuestro discernimiento del objetivo general de Jung en su uso de nociones como la de psicoide. Si es posible, no se debería permitir que la ambigüedad de la filosofía que Jung utiliza para apoyar sus especulaciones distraiga la atención de la importante intuición que hay detrás de estos textos.
El enfoque fenomenológico de Roger Brooke sobre el tema parece más fructífero (2015). Señala que lo que sustenta la introducción del arquetipo psicoide por parte de Jung es «un intento de fundar la vida psicológica dentro de la materialidad del cuerpo y el cuerpo dentro de la materialidad del mundo de una manera que no sea reduccionista sino que considere la materialidad del cuerpo y la vitalidad natural como fundamentalmente, aunque rudimentariamente, psicológicas». Para Brooke, los adornos parapsicológicos algo esotéricos de gran parte de los escritos de Jung sobre lo psicoide nos distraen del hecho de que contienen «la implicación más profunda del intento constante de Jung de pensar la vida psicológica como una expresión de la Naturaleza».
Brooke (junto con Friedman, 1985) también señala que la noción de psicoide se vuelve mucho más significativa cuando la buscamos en el campo del trabajo analítico. La forma psicoanalítica de explicar lo que sucede en la terapia está limitada por una tendencia a ver a una persona como radicalmente separada de otra, y esto genera dificultades a la hora de conceptualizar las complejidades de la transferencia/contratransferencia y la identificación proyectiva. Sin embargo, como Jung señala extensamente, especialmente en su obra La psicología de la transferencia, es el campo que conecta e incluye a los dos participantes el que es transformador. Descrito por Andrew Samuels como el campo imaginal (1985), esta dimensión, y especialmente las comunicaciones inconscientes que vinculan a ambos, puede describirse útilmente como emergente del reino psicoide, porque trasciende las percepciones limitadas de analista y paciente que poseen psiques encapsuladas separadas. Es particularmente en la tensión aumentada generada por dicho campo que tienden a ocurrir eventos sincronísticos (1976). El analista junguiano Giles Clark (1996) también ha utilizado lo psicoide para explicar fenómenos como los aspectos psicosomáticos de la patología, y especialmente las formas en que estos aspectos informan la contratransferencia.
La intuición de Jung muestra nuestra tendencia habitual a ver el mundo en términos de ámbitos discretos (como lo psíquico y lo material o lo objetivo y lo subjetivo) como un mero acontecimiento secundario y superficial. Como enfatiza el posjunguiano Nathan Field, la noción de lo psicoide nos permite revisar la dimensión primaria de la vida psíquica como un reino unitario fundamentalmente compartido (1991).